# 오룔주

오룔주의 소형 국장

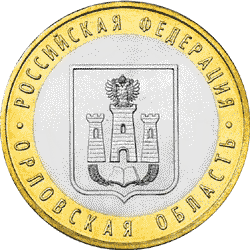
액면가 10루블인 러시아은행 기념주화 (2005년)

오룔주(러시아어: Орло́вская о́бласть Orlovskaya oblast'[*]), 일명 오룔시치나(러시아어: Орловщина)는 러시아의 연방주체이다. 그것의 행정중심은 오룔의 도시이다. 인구는 713,374 (2021년 인구 조사); 786,935 (2010년 인구 조사); 

## 지리
면적은 24,700 km2이고, 인구는 86만 262명 (2002년)이다.

### 시간대
모스크바 시간 (MSK/MSD)에 접해 있다. UTC와의 시차는 +0300 (MSK)/+0400 (MSD)이다.

## 경제
오룔주의 주요 산업은 식품업, 경공업, 엔지니어링, 금속가공, 금속공학이다. 공작기계와 전자회사는 최첨단 기술과 숙련된 전문가들과 함께 높은 과학적 기술적 잠재력을 지니고 있다.

### 농업
가을밀과 호밀을 중심으로 메밀, 귀리, 보리, 감자 등을 재배한다. 가축에게 먹이기 위한 곡물 재배지가 늘고 있다.

## 행정 구역

### 군
- 볼홉스키군
- 드미트롭스키군
- 돌잔스키군
- 글라주놉스키군
- 호티넨스키군
- 콜프냔스키군
- 코르사콥스키군
- 크라스노조렌스키군
- 크롬스키군
- 리벤스키군
- 말로아르한겔스키군
- 므첸스키군
- 노보데레벤콥스키군
- 노보실스키군
- 오를롭스키군
- 포크롭스키군
- 샤블리킨스키군
- 소스콥스키군
- 스베르들롭스키군
- 트로스냔스키군
- 우리츠키군
- 베르홉스키군
- 잘레고셴스키군
- 즈나멘스키군

## 도시
- 오룔
- 리브니
- 므첸스크
- 볼호프
- 드미트롭스크
- 노보실
- 말로아르한겔스크

## 인구
인구는 2005년엔 84만 2,400명이었다. 2005년엔 1인당 인구밀도가 34,1명/km2이었다. 대부분의 주민이 러시아인이다.
| 민족           | 2002년도의 인구 수 (*보관됨 2012-01-26 - 웨이백 머신) |
| -------------- | ----------------------------------------------------- |
| 러시아인       | 820,0                                                 |
| 우크라이나인   | 11,2                                                  |
| 아르메니아인   | 3,5                                                   |
| 벨라루스인     | 2,4                                                   |
| 아제르바이잔인 | 2,1                                                   |
| 체첸인         | 1,6                                                   |
| 타타르인       | 1,4                                                   |

| 연도                | 인구    | ±%    |
| ------------------- | ------- | ----- |
| 1959                | 929,013 | —     |
| 1970                | 931,028 | +0.2% |
| 1979                | 892,505 | −4.1% |
| 1989                | 890,636 | −0.2% |
| 2002                | 860,262 | −3.4% |
| 2010                | 786,935 | −8.5% |
| 2021                | 713,374 | −9.3% |
| Source: Census data |         |       |